# Bolostromus pulchripes
Bolostromus pulchripes is een spinnensoort uit de familie Cyrtaucheniidae. De soort komt voor in Venezuela.